# 鹿場 (雲林縣)
鹿場，是臺灣雲林縣四湖鄉的一個傳統地域名稱，位於該鄉南部偏東。相較於今日行政區，其範圍大致包括鹿場村、新庄村西南端、四湖村東南部、蔡厝村東北端。

## 歷史
臺灣清治末期至日治初期，鹿場地區為一（舊制）街庄，稱為「鹿場庄」，隸屬於尖山堡。該庄北與四湖庄為鄰，東與溪底庄、車巷口庄為鄰，南邊為牛挑灣庄，西邊為蔡厝庄、下藔庄。
1901年（日治明治三十四年）11月，全臺廢縣廳改設二十廳，該庄隸屬於斗六廳。1903年（明治三十六年）6月，該庄編入「牛挑灣區」，隸屬於斗六廳。1909年（明治四十二年）10月，合併二十廳為十二廳，牛挑灣區改隸屬於嘉義廳。1920年（大正九年），全臺地方制度大改正，廢十二廳改設五州二廳，該庄改制為「鹿場」大字，隸屬於臺南州北港郡四湖庄（新制街庄）。
戰後四湖庄改制為四湖鄉，隸屬於臺南縣，大字亦改制為村。1950年10月，雲、嘉、南分治，四湖鄉改隸屬雲林縣。

## 聚落
本地區發展較早的聚落有海豐、頂鹿場、中鹿場、下鹿場等，在日治期初期的官方地圖上已有記載。

## 交通
縣道155號（咯內路、下鹿場路）是臺西鄉五條港至北港的道路，經過本地區西南部。由該道路向西北微北可前往四湖鄉市區、臺西鄉，並止於五條港的省道台17線與台61線共線路口；向東南微南可前往水林鄉東北部、北港鎮，並止於北港市區的省道台19線路口。
縣道160號是四湖鄉三條崙至土庫鎮無底潭的道路，經過本地區北部邊界地帶。由該道路向西南西可前往四湖鄉市區、三條崙，並止於台灣中油三條崙站前；向東北轉東可前往元長鄉、土庫鎮西南部糞箕湖地區的無底潭，並止於縣道145號路口（無底潭聚落東郊）。
鄉道雲132線是廣溝至鹿場的道路，其東側端點（終點）位於本地區西部近邊界地帶中段的一個三叉路口（咯內聚落東北郊）。由此向西可前往下寮地區中部、羊稠厝地區南端、內湖地區中部、飛沙地區南部、飛沙/下崙交界地帶、下崙/三條崙交界地帶、三條崙/萡子寮交界地帶、萡子寮地區北部，並止於該地區北部廣溝厝聚落南側的鄉道雲131線路口。
鄉道雲136線是下崙至下鹿場（應為頂鹿場）的道路，其東側端點（終點）位於本地區東部略偏北的鄉道雲165-1線路口（頂鹿場聚落北北東郊）。由此向南轉西南蜿蜒經過頂鹿場、中鹿場、下鹿場三個聚落後轉西，可前往下寮/蔡厝交界地帶、下寮西南部、內湖/外埔交界地帶、下崙，並止於省道台17線路口。
鄉道雲160線（中山東路）是四湖至海豐的道路，其東側端點（終點）位於本地區東部略偏北的鄉道雲165線路口（車巷口地區的海豐聚落北郊）。由此向西微北可前往四湖市區，並止於縣道155號、160號共線路口。
鄉道雲165線是砂崙腳至好收的道路，經過本地區東側邊界地帶北段。由該道路向北北東可前往溪底/四湖交界地帶，並止於縣道160號路口（四湖地區東部的砂崙腳聚落東郊）；向南南西轉南南東可前往車巷口、好收，並止於縣道153號、縣道155號交會路口。
鄉道雲165-1線是新莊至蘇秦寮的道路，經過本地區東北部。由該道路向北轉西可前往四湖地區南部中段新莊聚落東北郊，並止於縣道160號路口；向東可前往車巷口地區的海豐聚落、蕃仔厝聚落、蘇秦寮聚落，並止於蘇秦寮聚落西側的鄉道雲165線路口。

## 學校
- 鹿場國小